# J探员
J探员（英語：Agent J / Jay / J），也叫杰伊或单个字母J，是一个虚构的MIB特工，為電影《黑衣人》及其续集《黑衣人2》、《黑衣人3》与動畫電視劇《黑衣警探》中的两位主角之一。在三部电影中，J探员都是由威尔·史密斯所饰演的，动画的配音则是由基思·戴蒙德担任。

## 生平
J探员原名詹姆斯·達雷爾·愛德華茲三世，本是紐約市警察局的一名警察，在一次事件中得到K探员引介，加入了MIB，代號為「J」，與K探员搭檔。

## 反響
在IGN網站評選出的前25名科幻電影英雄角色中，威尔·史密斯飾演的J探员名列第19位。

## 另请参阅
- K探员
- 黑衣人 (漫画)，虚构角色的灵感以及故事
- 黑衣警探
- 黑衣人3